# スウェーデン＝ノルウェー

スウェーデン＝ノルウェー連合王国
Förenade konungarikena Sverige och Norge (スウェーデン語)
De forenede Kongeriger Norge og Sverige (ノルウェー語)

国歌: 
スウェーデン
Du gamla, du fria（スウェーデン語）
古き自由な北の国
ノルウェー
Ja, vi elsker dette landet（ノルウェー語）
我らこの国を愛す
スウェーデン＝ノルウェーの位置（1904年）

1 国王は（主に）ストックホルムと（通常毎年数ヶ月）クリスチャニアに交互に住んだ。国王は、連合議会あるいは純粋にスウェーデンかノルウェーの議会で個別に、両国から大臣を迎えた。国王が不在の際は、大多数のノルウェー閣僚はクリスチャニアで会合した。
2 1820年: スウェーデンに2,585,000人、ノルウェーに970,000人。
 1905: スウェーデンに5,260,000人、ノルウェーに2,300,000人。
3 スウェーデンの国会（Riksdag、リクスダーグ）は、1866年に二院制に変えられるまで、4つの地位から成る議会だった。ノルウェーの国会（Storting、ストーティング）は一院制の議会で、そこでは内閣は大多数からの支持を必要とした。

スウェーデン＝ノルウェー（スウェーデン語: Svensk-norska unionen, Unionen mellan Sverige och Norge, ノルウェー語: Unionen mellom Norge og Sverige）は、1814年から1905年に存在したスウェーデンとノルウェーの連合王国である。このとき両王国は、キール条約、ノルウェーの独立宣言、スウェーデンとの短い戦争、1814年8月14日のモス条約、および12月31日のノルウェー憲法改正を経て、一人の君主のもとでの同君連合として結ばれていた。同じ日にノルウェー議会は国王にスウェーデン王カール13世を選んだ。

## 歴史

### 初期の歴史
スウェーデンとノルウェーは過去に2度連合王国を形成していた。それは1319年から1343年の間および、デンマーク人によってカルマル同盟の王に選ばれたオルデンブルク家のクリスチャン1世に対抗した、1449年から1450年の間である。

### 連合法
1815年8月6日に国王の裁可を得た連合法は両国に異なった形で履行された。ノルウェーでは、同法はRigsaktenとして知られる憲法の一部であり、スウェーデンでは同法はRiksaktenとして知られる一般法の諸条項のまとまりである。ヨーロッパ全域で多くの領土の変化をもたらしたウィーン会議においても、このノルウェーとスウェーデンの連合は議論されなかった。フェロー諸島、アイスランドおよびグリーンランドのノルウェー領はデンマークに残された。

### ノルウェー人の不満
新たな連合にノルウェーは不承不承参加した。当時の文学において、ノルウェーの歴史と文化が賛美されたのはその一つの表れである。ノルウェー農村文化は、スウェーデンによって強いられた連合に対する民族主義的な抵抗の焦点と象徴としての役割を担った。ナショナリズムの感情の成長は、スウェーデンに対する政策のみならず、内政にも影響を及ぼした。
Formannskapsdistriktとして知られる地方自治体の形成が、1837年1月14日にストーティングによって可決され、カール14世ヨハンの御名が記された。同法によって、ノルウェー地方自治政府の承認が行われた。これはノルウェーにとって重要な政治的段階での一つであった。ノルウェー憲法によって必須とされたこの法律は、それぞれの教区（ノルウェー語：prestegjeld）が行政区分(formannsskaps distrikt)を形成することを可能にした。これによって、ノルウェー国教会の教区が行政上の区分となり、1837年には373のformannsskapsdistriktが設立された。
農村部への自治の導入は大きな政治的分岐点であった。1837年の法令は町と農村の両方に同じ制度を与えることとなった。それは町にとっては取るに足らない出来事であったが、農村社会とノルウェーのナショナリズムにとっては大きな前進であった。

### 連合の解消
ノルウェーの議会は、連合についてのノルウェーでの不満の高まりを受けて、1905年6月7日に満場一致でその解消を宣言した。このノルウェーの一方的な行動はスウェーデンからの戦争の脅迫という問題に直面したが、8月13日の国民投票は368,208 対 184という賛成多数によって議会の決議を確認した。カールスタードで交渉が持たれ、9月23日にスウェーデンとの合意によって相互は総動員を停止した。両国の議会は10月16日には『連合法』を取り消し、スウェーデン国王オスカル2世は彼のノルウェー王座に対する主張を放棄した。10月26日にはノルウェーは独立した王国として承認された。
ノルウェー議会はデンマーク王フレデリク8世の次男カール王子に空位となったノルウェー王位への就任要請を議決をし、国民投票で王制が承認された後、カール王子はそれを受諾した。1905年11月25日、ノルウェーに移ったカール王子がホーコン7世として即位した。

## 新王朝
カール13世は虚弱で子供がいなかった。彼は後継者にアウグステンブルク家のクリスチャン・アウグスト公子を選び、養子とした。クリスチャン・アウグストはノルウェー副王と、1808年から1809年のスウェーデンへの侵攻に対する抵抗の成功の間、ノルウェー陸軍の総司令官を務めてきた。公子のノルウェーでの大変な人気は、スウェーデンのノルウェー獲得計画に有利に働くと考えられた。加えて、公子はロシア帝国のスウェーデン侵攻を抑え、両国間の領土問題を平和的に解決することに関して前向きな姿勢であった。公子はスウェーデン王太子として名前をカール・アウグストと変えた。しかし、王太子は、1810年の5月28日に急死を遂げた。カール13世は次の後継者にフランスの元帥ベルナドットを選んだ。養子となったベルナドットは1810年の11月5日、三階級(Estates of the realm)の尊敬を受けた。
新王太子は即座にスウェーデンで最も人気がある権力者となった。老王の衰弱とスウェーデン枢密院の不和によって、政府と特に外交のほぼ全体を手中に収めた。彼は当時のスウェーデンの保守派にとって最も敵対的な大胆な政策として、フィンランドの放棄を決定した。彼はロシア帝国が決して自発的にフィンランドを放棄しないことを察しており、仮にフィンランドを再征服しても、スウェーデンが恒久的にそれを保持することができないことも知っていた。しかし、ノルウェーの獲得がフィンランド喪失を補うことを確信していた。ベルナドット（この頃には王太子カール・ヨハンとして知られる）は反ナポレオン勢力についていくためにフランス第一帝政に忠実なデンマークを、そしてノルウェーを懲罰的に攻撃することがスウェーデンの利益に適うと論じた。

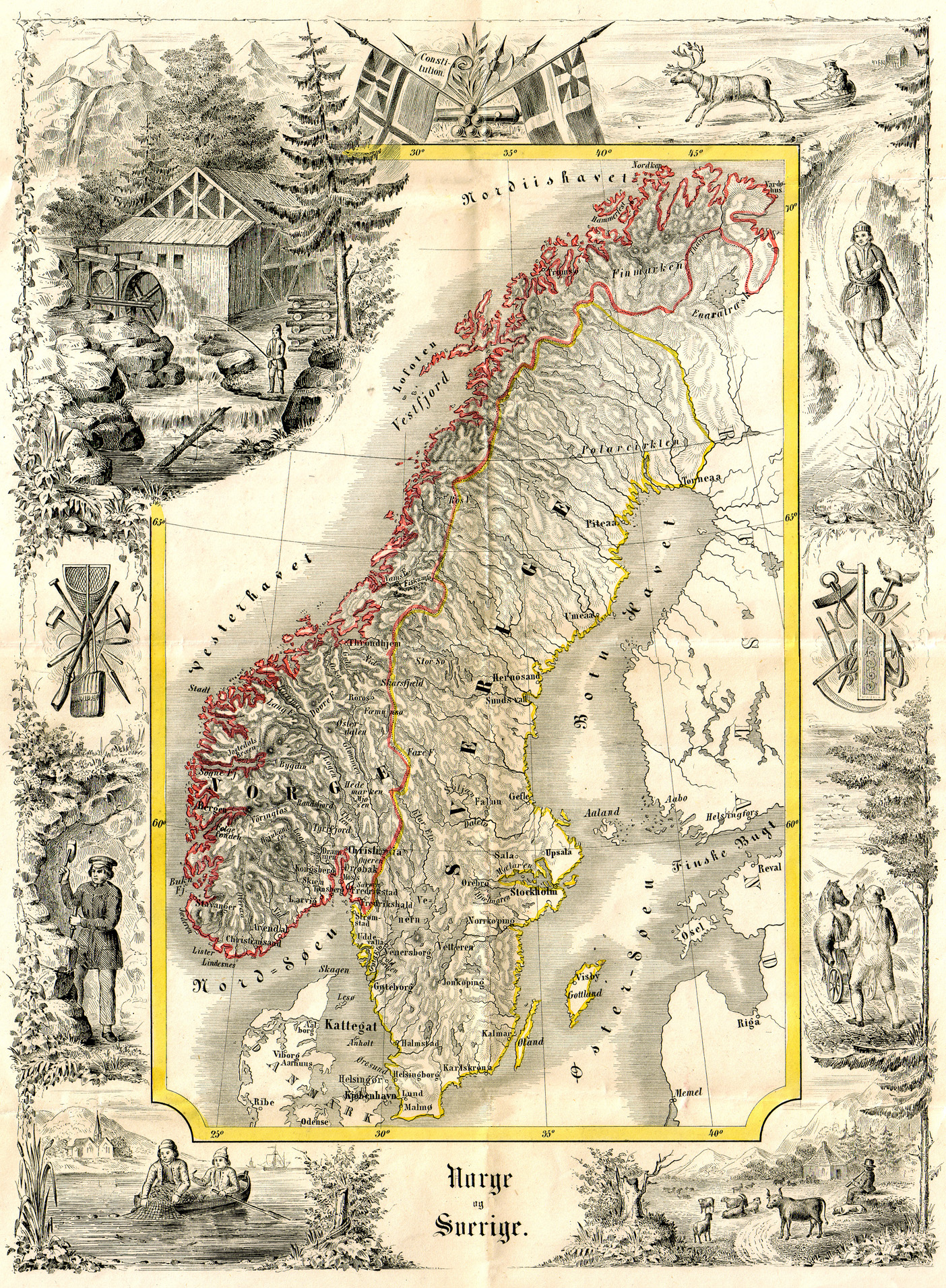
ノルウェーおよびスウェーデン、1847年。ペーター・アンドレアス・ムンク

フランス皇帝ナポレオン1世は当然ベルナドットの態度に不審を感じたが、当初のベルナドットはナポレオンの命令に従っていた。1810年11月13日、フランスの圧力によってスウェーデン政府はイギリスに宣戦布告することになった。しかし同時に英国政府のスペンサー・パーシヴァル内閣に、スウェーデンは自由に動くことはできず、そしてこの宣戦布告は単なる陽動に過ぎないということを極秘裏に報せた。しかし、ナポレオンの要求は次第に耐えかねるものとなり、結果的に1812年のフランス軍によるポメラニア占領で最高潮に達した。スウェーデン政府はこれに対応するために、1812年4月5日、3万人を対仏大同盟のためにドイツに送るかわりに、スウェーデンのノルウェー獲得を承諾するという内容の、サンクトペテルブルク秘密協定（en）をロシアのアレクサンドル1世との間に締結した。ナポレオンは慌ててフィンランド、全ポメラニアおよびメクレンブルクのスウェーデン領有を認めるかわりに、スウェーデンがロシアと敵対することを要求してきた。 
スウェーデン国債の部分的拒否と保守的な新聞条令が注目される、エーレブルー議会（1812年4月－8月）はスウェーデンに一般的な徴兵制を導入し、その結果、王太子は彼の野心的な政策を実行することができた。1812年5月には、ロシアがフランスに対して全ての武力を行使できるように、王太子はロシアとオスマン帝国との間の和平調停を行った（ブカレスト条約）。そして7月18日エーレブルーでは、一方の英国側ともう一方のロシア、スウェーデン側の間で講和条約が締結された。 
これら2つの条約は実質的にナポレオンに対抗する新しい連合の礎となった。そして1812年ロシア戦役の勃発を受けて、1812年8月30日、オーボ（トゥルク）で開かれたアレクサンドル1世と王太子カール・ヨハンとの会議によって批准された。

## ノルウェーとの同君連合
オーボ条約、そして実際には1812年のカール14世ヨハンの外交政策全体が、スウェーデン上流階級の政治家の間で、激しくそして正当な批判を引き起こした。弱小な友好国フィンランドを犠牲にしてスウェーデンを保護するのは道徳に背く行為であることは明白であった。そして、フィンランドが決定的に犠牲になっている状況にもかかわらず、ノルウェーはこれから勝ち取らなければならなかった。

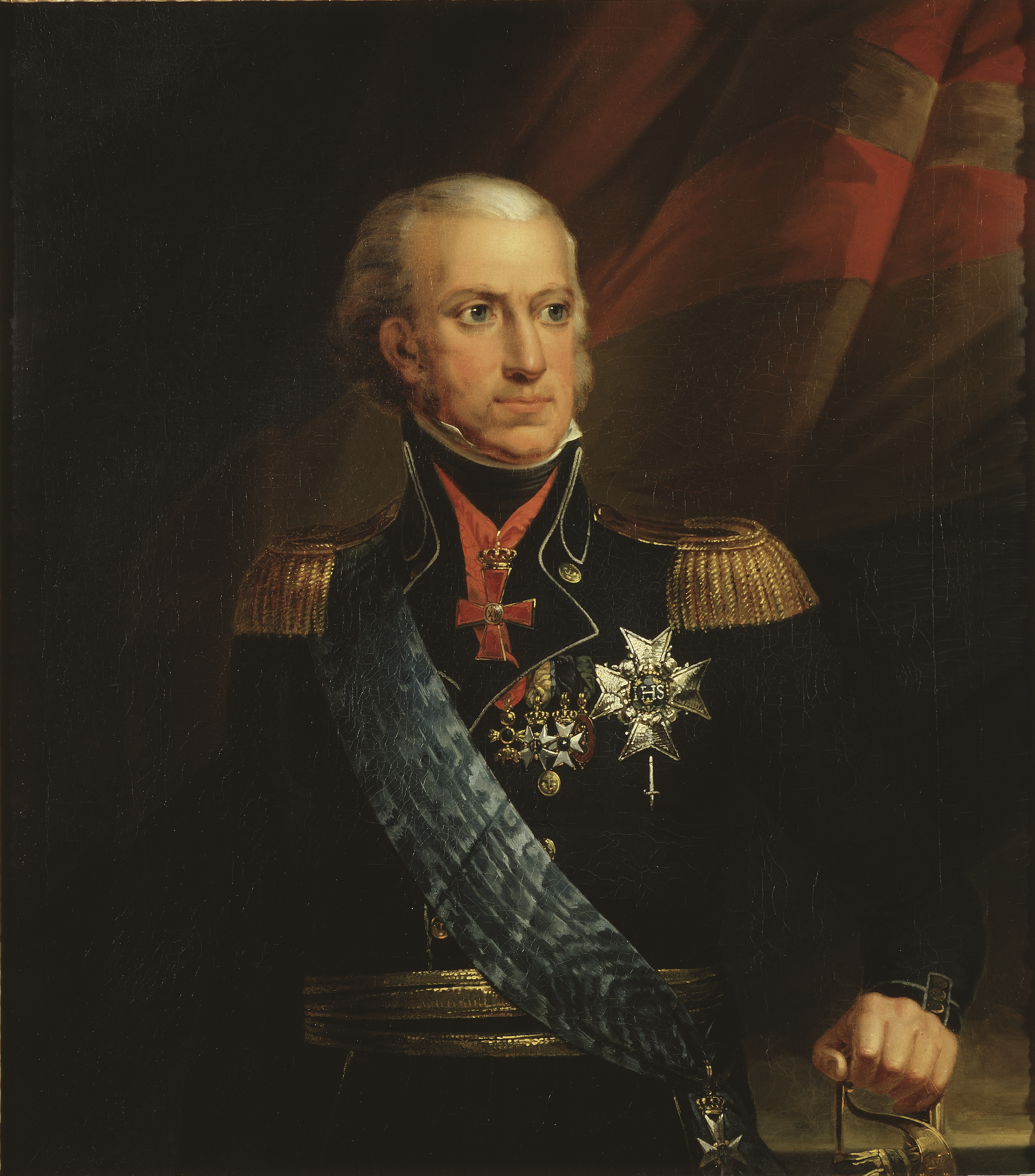
スウェーデン国王カール13世（ノルウェー国王 カール2世）

さらに、カール・ヨハンの第一の義務は反ナポレオン連合にあるということを英国とロシアは極めて適切に主張した。共通の敵が壊滅する前に無法なノルウェー遠征について国費を支出することに英国は盛んに反対した。ただし彼の非常に無礼な服従の状態で、ノルウェーとスウェーデンの連合（ストックホルム条約、1813年3月3日）を英国も容認することを約束した。そして4月23日にロシアは同一の趣旨に保証を与えた。
1813年の軍事活動に際して、スウェーデン王太子は同盟諸国へ幾つもの重要な軍隊を派遣した。しかしライプツィヒの戦い後、彼は自身のやり方を試みて、あらゆる危険を冒してもデンマークを無力化しノルウェーを安全にすることを決意した。ノルウェー人自身はこれに反対だった。そして、元来意図されたようにノルウェーを併合するのではなく、対等な二国の同君連合を受け入れることをスウェーデン人に強制し、短い戦争が勃発した。その条件はモス条約に定められた。1814年11月4日、ノルウェー議会は憲法を改正し、新しいノルウェー国王としてカール13世を選出した。

## ベルナドッテ朝

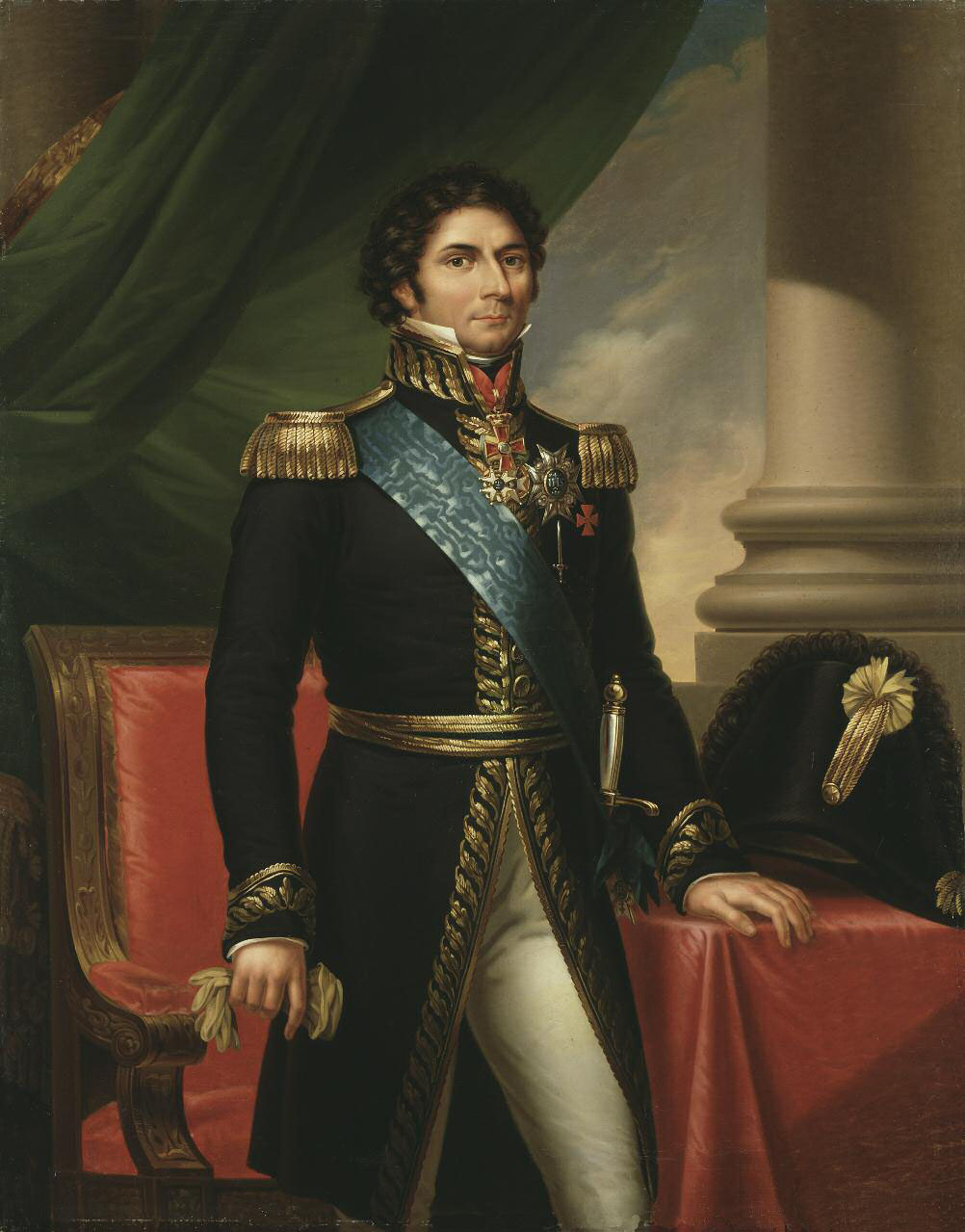
スウェーデン国王カール14世（ノルウェー国王 カール3世）

1818年2月5日、カール13世が亡くなり、カール14世ヨハンの元でベルナドッテ朝が続いた。新しい王は国家の物質的な発展の促進に専念した。その目的のためイェータ運河には2400万リクスダラー（Riksdaler）の大半が費やされた。スウェーデンの外債は次第に減っていき、内債は大幅に減少した。また予算は平均70万リクスダラーの歳計剰余を示した。繁栄の回復と共にスウェーデンにおける体質改善の必要性が急を要することとなった。
時代遅れとなったリクスダーグ（国会）は特権階級が支配する場所であった。実質的には教養のある中流階級が代表されておらず、全ての自由な発展を阻む克服できない障害になった。しかし1840年のリクスダーグは議会自身で改正の質問を提起し、王と貴族はその受け入れを拒絶した。しかしカール14世の統治は、全体的に見るとスウェーデンに最も有益であった。そしてもし苦情を言う正当な理由があれば、彼の選ばれた国に対する大きな貢献は一般的に認められた。対外的には、彼は主としてロシアとの良好な合意に基づく平和政策を維持した。

## オスカル1世

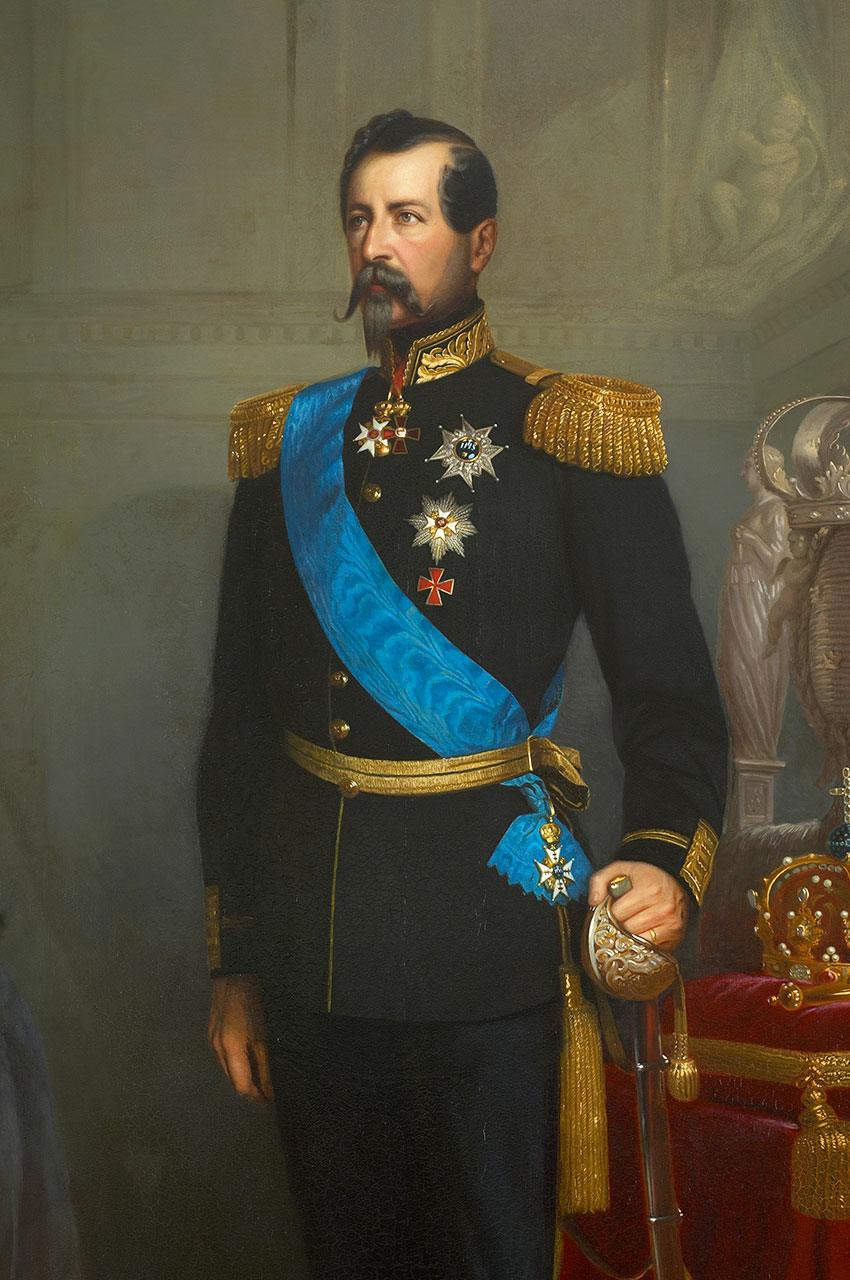
オスカル1世

カール14世の息子オスカル1世は、はるかに自由な傾向があった。彼は1844年3月4日の即位直後、リクスダーグの前にいくつかの改革計画を立てた。それらの多くは自由主義の法学者ヨハン・ガブリエル・リシュートによって準備された。しかしながら、三階級は時代遅れの結婚と相続の法律、および少しの商業独占を廃止する以上のことはしなかった。大幅な増税が必要な財政状況になり、民衆は多くの不満を抱いた。その結果として1848年3月ストックホルム市街での暴動となった。それにもかかわらず、議会改革の新たな提案が1849年にリクスダーグに提出された時、それらは4つ中3つの地位から再度否決された。
外政に関しては、オスカル1世は強い反ドイツだった。デンマークとプロイセンの間で勃発した1848年から1849年の第一次シュレースヴィヒ＝ホルシュタイン戦争に関して、スウェーデンはデンマークに友好的に同情した。数百人ものスウェーデンの義勇兵がシュレースヴィヒ＝ホルシュタインへ急いだ。リクスダーグは200万リクスダラーの軍費の追加を可決した。1848年8月26日のマルメの休戦を調停したのもスウェーデンだった。マルメの休戦はデンマークを難局から救った。クリミア戦争の間、スウェーデンは中立のままだったが、世論は明らかに反ロシアだった。フィンランドを取り戻すためその組み合わせを好都合とみなした政治家も多く居た。

## カール15世

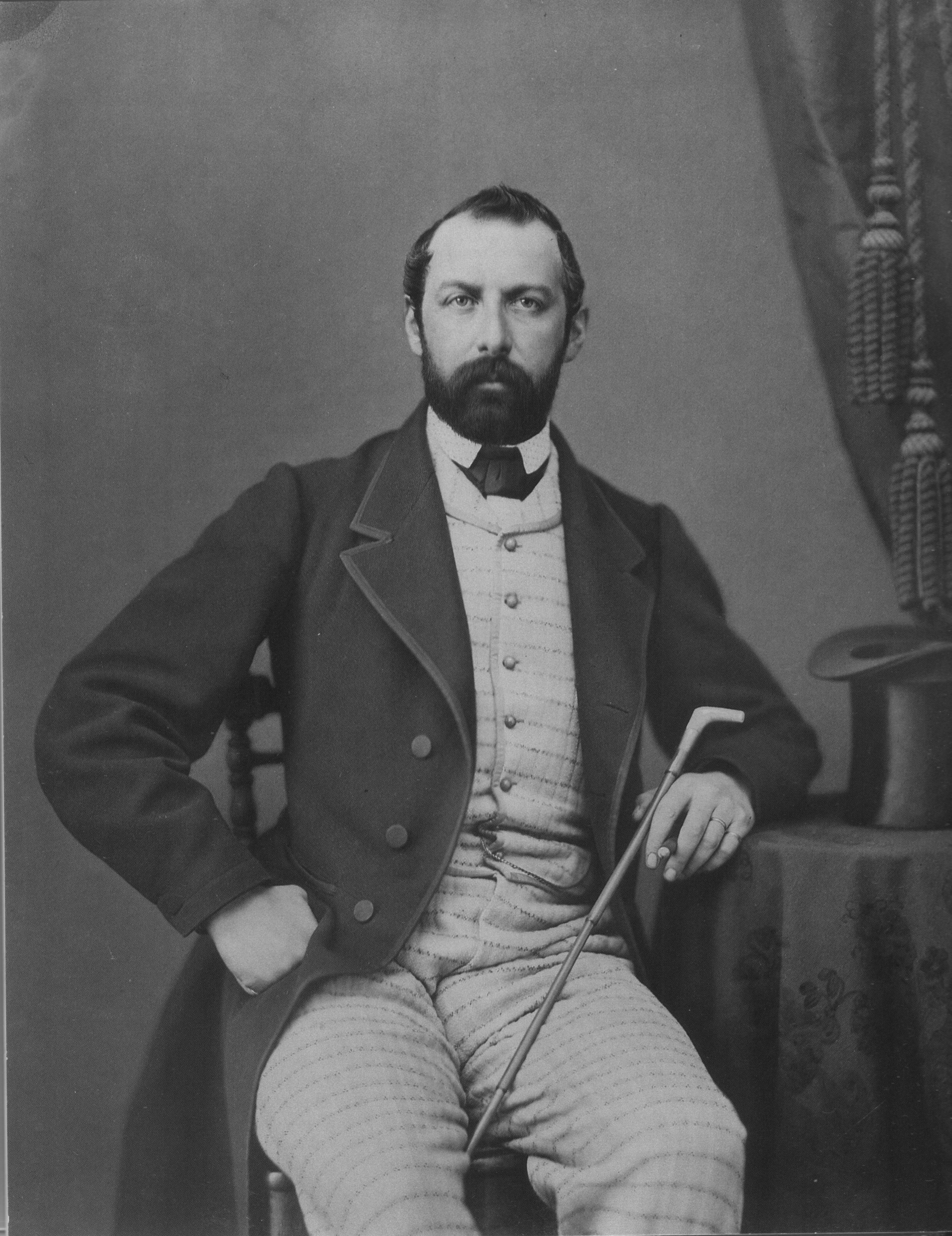
スウェーデン国王カール15世（ノルウェー国王カール4世）

1859年7月8日、オスカル1世がこの世を去り、オスカル1世が病気の間、既に摂政を務めていた息子、カール15世が王位を継承した。法務大臣Louis De Geer男爵の計り知れない援助によって、カール15世は切望していた憲法改正をついに達成した。その方法は内政改革の抜本的な対策によって1860年に準備された。そして1863年1月、リクスダーグがその時点より二院制になるという会期までに、政府は改革法案を提出した。二院制の上院は一種の貴族院であり、一方で下院の議員は普通選挙によって3年ごとに選出されることになっていた。
新しい憲法は1865年に4つ全ての地位から認められ、1866年1月22日に公布された。1866年9月1日、新制度下での初の選挙が行われ、そして1867年1月19日には新しいリクスダーグが初めて開催された。この一つの大きな改革でカール15世は満足しなければならなかった。その他のあらゆる方向で、彼は多かれ少なかれ彼自身が作り上げたものによって阻まれた。リクスダーグはカール15世が特に関心を持っていたスウェーデン軍の改革計画を認可することを拒絶した。カール15世がその生涯を懸けて得ようと努力したプロイセンを模範とする計画だったが、一部は経済的理由により、一部は国王の好戦的な傾向に対する不安により拒まれた。
1864年、カール15世はデンマークと反プロイセン同盟を形成しようと努めた。またデンマーク敗北の後にはカール15世は、北欧におけるプロイセンの優勢に対抗するため、フランスの助けを借りて（望ましい）スカンジナビア連合を計画した。この政策は1870年にフランス帝国が転覆したことにより自然と破綻した。カール15世は1872年9月18日に亡くなり、後にオスカル2世として統治する彼の弟（エステルイェートランド地方の公爵）が継承した。

## 連合の状態

?ノルウェーの旗（別の仕様、1814–1821年）
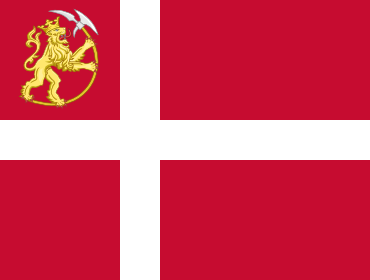
?ノルウェーの旗（別の仕様、1814–1821年）
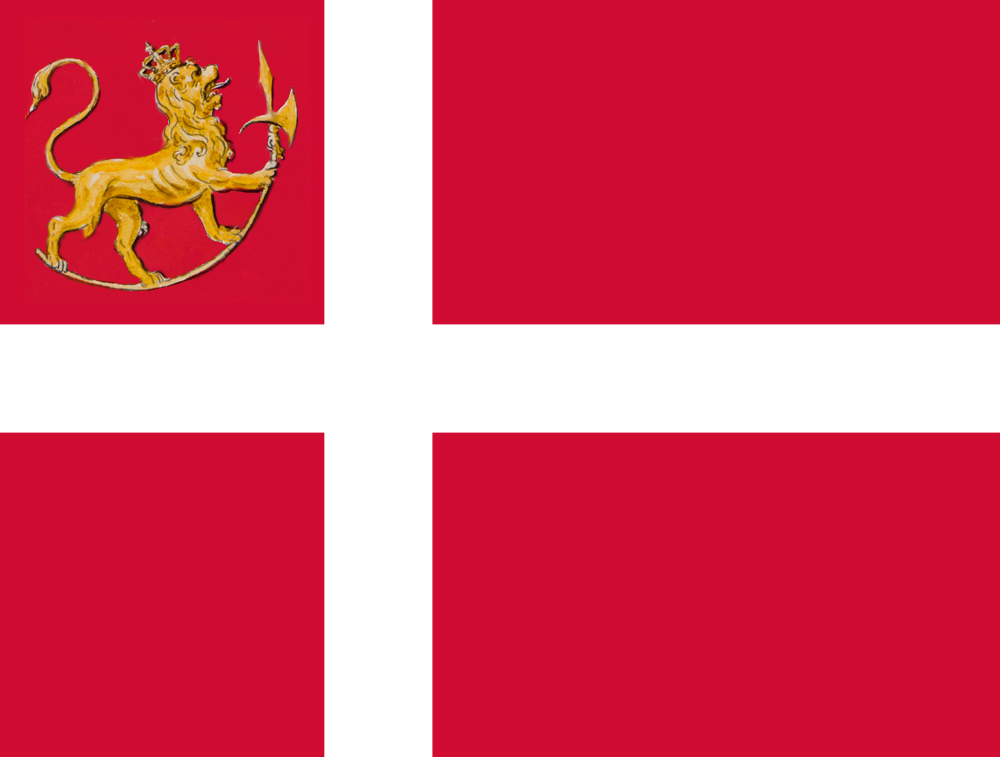
?ノルウェーの旗（別の仕様、1814–1821年）
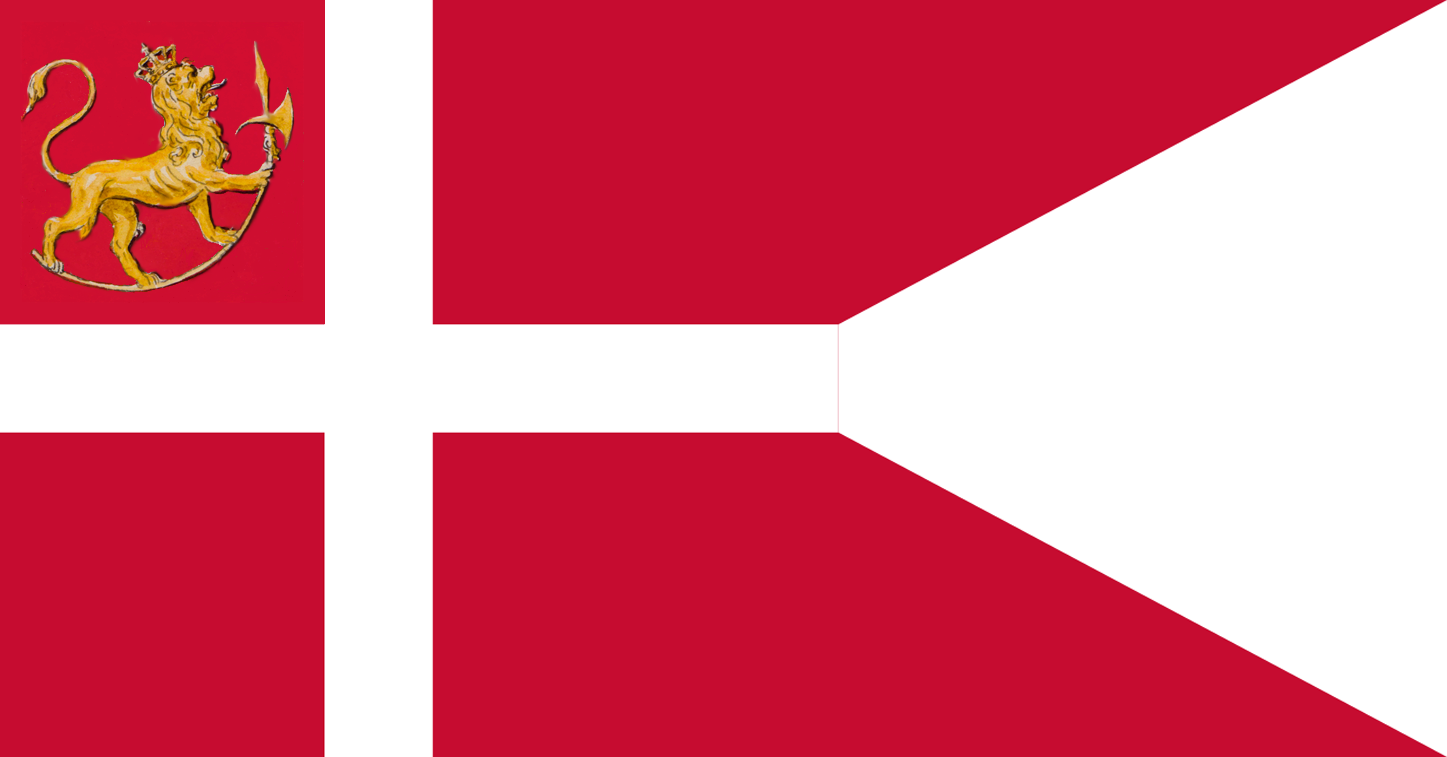
?ノルウェーの軍用旗、1814年
?スウェーデン＝ノルウェーの軍艦旗、1815–1844年
?スウェーデンの旗、1844–1905年
?ノルウェーの旗、1844–1898年
?ノルウェーの軍艦旗、1844–1905年

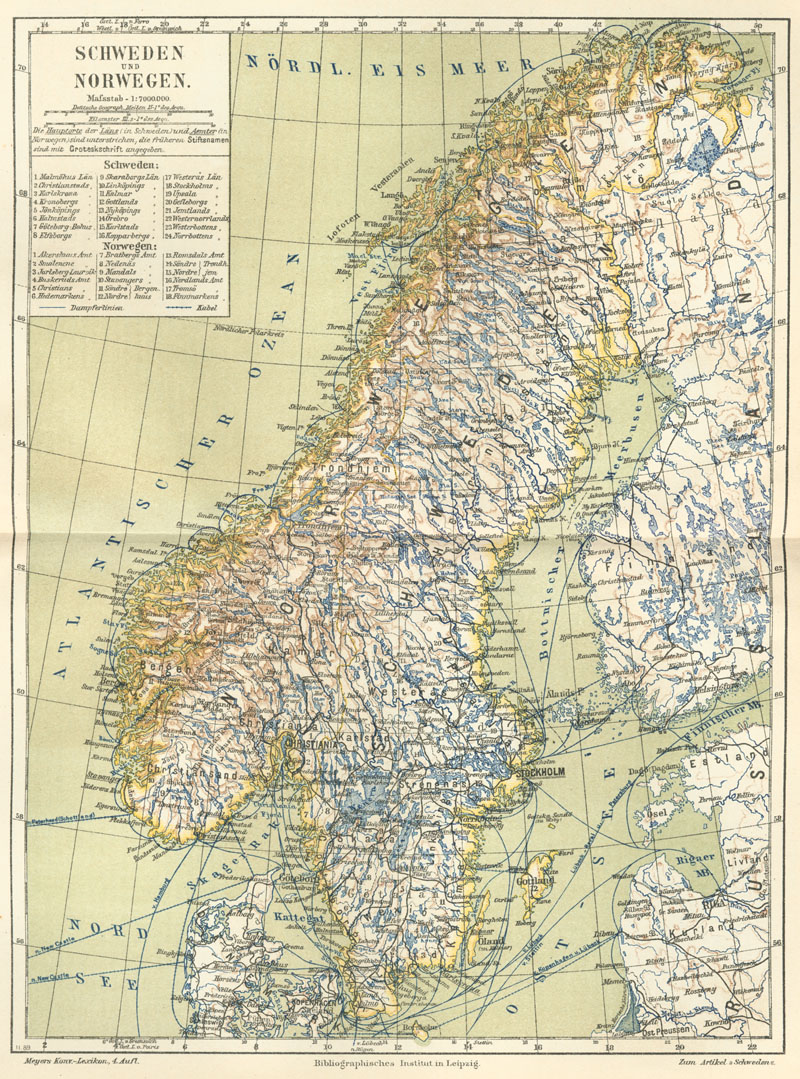
スウェーデン＝ノルウェー、1888年

国王オスカル2世の治世におけるノルウェーとの関係は、スウェーデンにおける政治生命に大きな影響をもたらし、両国の連合が一度ならず破綻しようとしているように見えた。その軋轢は主に、個別の領事、そして最終的には個別の在外業務をノルウェーが要求したことが発端であった。ノルウェーは（1814年の憲法に従い）領事館を分離する権利があったが、一つには財政上の理由により、また一つにはスウェーデン外務省によって任命された領事が一般的にはノルウェーの代表として十分な仕事をしていたため、その権利を行使していなかった。
無駄な交渉と議論の末、1895年についにスウェーデン政府はそれまで二国間に存在した通商条約が1897年7月に期限が切れるということをノルウェーに通告し、そして（リクスダーグの決定に従い）中断し、またその時ノルウェーが関税を上げたため、スウェーデンの対ノルウェー輸出が著しく縮小した。ノルウェー人に対して過度に友好的であると見なされたスウェーデン外務大臣Carl Lewenhauptが辞任し、後任には第一院における主流意見を代表するルドヴィグ・ダグラス伯爵が就任した。しかしながらノルウェーのストーティングは、国王オスカルが最終的に認可した、国旗または「純粋な」旗の法案を（3度目に）可決した時、ダグラス伯爵は任期中に辞任し、在ベルリンスウェーデン大使Lagerheimが後任となった。Alfred Lagerheimは連合の問題をより静かな海へ導くことを成し遂げた。
彼は1900年のリクスダーグに新しい選挙としてより一層よく成功した。スウェーデンの人々が超保守的な所謂「愛国的な」政党に従う傾向がないことを明らかにした。それら政党の2名の代表、オスカー・アリン教授と第一院議員であるPatrick Reutersvärdが退陣するという結果となった。その一方で、ヨーテボリ大学の元教授E. カールソンは、約90人の議員でLiberals and Radicals党の結党に成功した。E. カールソンは市民権の拡大に賛成した他に、外交問題の管理でノルウェーとスウェーデンの完全な平等を提唱した。
ノルウェーとの関係に関して、しばらくの間は静寂の状態が続いていたが、長くは続かなかった。ノルウェーのため領事を別々にする問題はすぐに再び取り上げられた。1902年にスウェーデン政府は、本件の交渉はノルウェー政府に対して率直にすべきであり、また両国の代表により構成される合同委員会は、2ヶ国の既存の外交事案の管理に決して干渉することなく、領事館を分割する問題を考慮するため任命されるべきである、ということを提案した。
その交渉の結果は1903年3月24日付けでいわゆる「コミュニケ」（共同声明）で発表された。とりわけ、共通の外交問題と大使館に対する別々の領事館の関係は同一の法律で取り決めるべきであり、それらの法律は両国政府の同意なしでは改定や廃止できない、ということが提案された。1904年5月にノルウェー政府が提案した、それら同一の法律のための提案は、スウェーデン政府の賛同を得られなかった。それらの返答でスウェーデン政府は、スウェーデン政府がその権限を逸脱するのを防ぐことと同じように、スウェーデン外務省はノルウェー領事に対する支配などをするべきであると提案した。
しかしながら、ノルウェー政府はこの提案は容認しがたいとわかり、もしそのような支配が主張されたなら、今後全ての交渉が無意味であると説明した。ノルウェー政府はスウェーデンの要求がノルウェーの主権と両立しないということを主張した。外務大臣がスウェーデン人であり、その提案されたノルウェー人の領事業務がノルウェー人の機関として外国の支配の下に置くことはできなかった。スウェーデン政府による新しい提案は同様に拒絶され、1905年2月にノルウェー人は交渉を打ち切った。それにも関わらず、協定は論外とは思われなかった。単独で領事の課題を解決するための全ての取り組みは失敗した。しかし、完全な連合の原則の上で外交上の問題の共同管理で共同で個別の領事を確立することが試みられる可能性があると考えられた。
国王オスカルの病気の間に摂政に任命された、王太子グスタフは2ヵ国間の交渉を再開する主導権を取った。また4月5日にスウェーデンとノルウェー連合の枢密院において、2つの王国の間の完全な平等に基づく外交事務と領事業務の管理と、連合の存在のための条件として「スウェーデンまたはノルウェーの」共同の外務大臣を（しかし慎重な姿勢を示しながら）、両方の改編の提案した。この提案は1905年5月3日スウェーデンのリクスダーグに承認された。交渉の再開に差し障りの有る障害はあるべきでないため、Erik Gustaf Boström首相は辞職し、Johan Ramstedtによって引き継がれた。しかしながら、提案された交渉は再開されなかった。

## 連合の解消

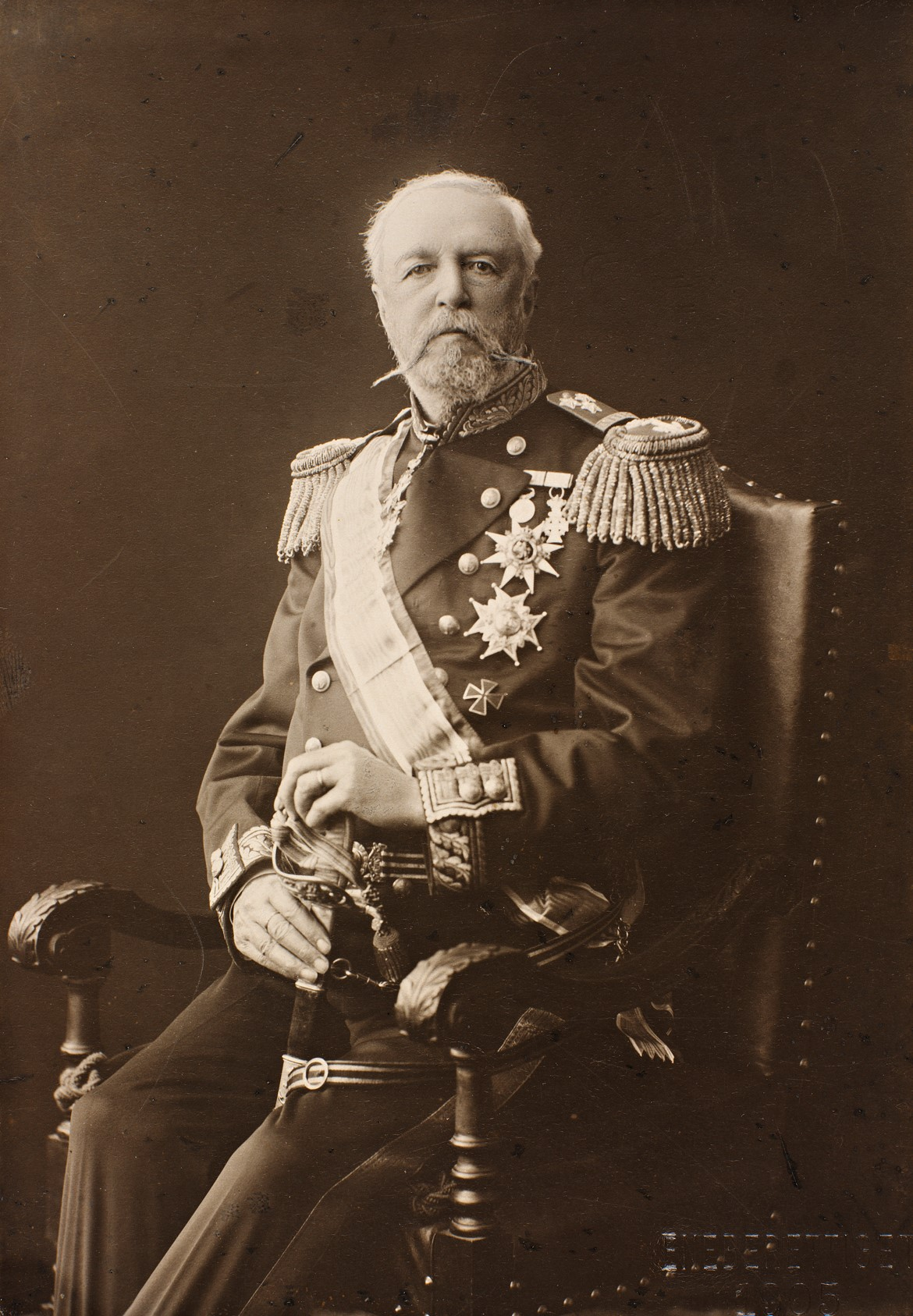
オスカル2世

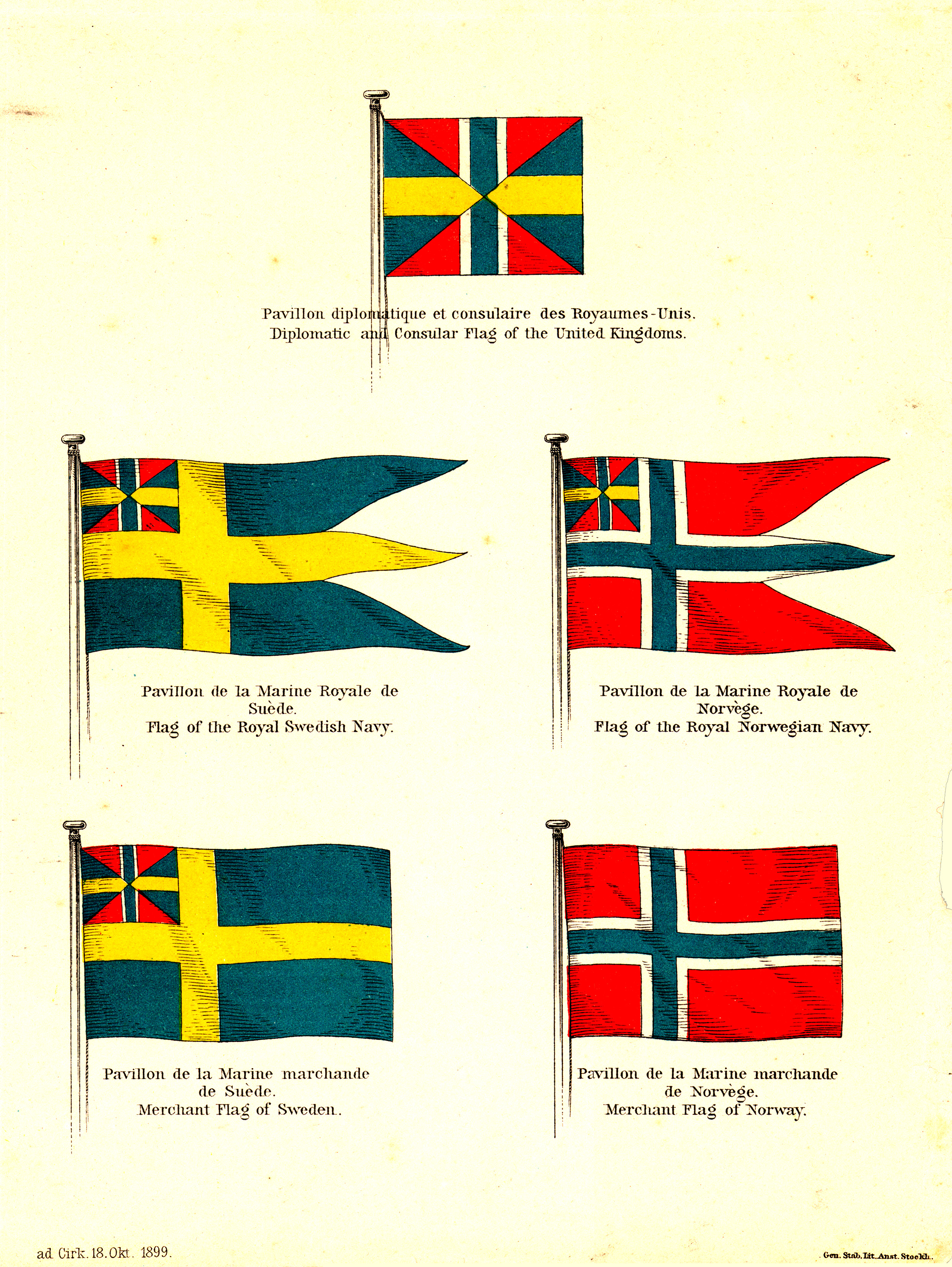
1899年、ノルウェーの商船旗から連合バッチが取り除かれた後の、スウェーデンとノルウェーの旗

5月23日、ストーティングはノルウェー独自の領事制度を設置するという政府の提案を可決する。これに対し、国王オスカル2世が再び政府を統制して、憲法に規定されている拒否権を行使すると、ノルウェーの内閣は総辞職を申し出た。国王は総辞職を認められない旨を告げたが、内閣は6月7日にストーティングに対して総辞職を申し出た。
ストーティングは、国王が内閣を形成できない場合には、その憲法上の権能は「効力を停止する」との決議を全会一致で採択し、内閣は、更なる指示のあるまで、国王に付与されている権限を代行するよう要請された。そして、オスカル2世は「ノルウェー王」としての務めを停止したのであるから、スウェーデンとの連合は解消される、と決議した。このような急展開に備えていなかったスウェーデンでは、ストーティングの行動は最大限の驚異と憤激をもって受け止められた。国王はストーティングの行動に厳粛に抗議するとともに、この6月7日のノルウェー人の「反乱」によって突然惹起された連合問題への対応策を諮るため、6月20日にリクスダーグの臨時会を招集した。
リクスダーグは、ストーティングが選挙の後に両国間の連合法の廃止を提案するか、ノルウェー国民が国民投票によって連合解消への支持を示した上でこうした提案がなされるならば、連合解消の条件に関する交渉には反対しないと宣言した。さらにリクスダーグは、準備のために1億スウェーデン・クローナが確保され、リクスダーグの決定に従って使用されるようにすべきであると決議した。Ramstedt内閣の総辞職により、ルンドベルクがリクスダーグの超党派による連立内閣を形成し、その後、8月3日にリクスダーグは休会となった。 
8月13日にノルウェーで行われた国民投票の結果、368,392対184という多数の賛成で連合解消が決定された。ストーティングはスウェーデン政府に連合法廃止のための協力を要請し、両国代表の会議が8月31日にカールスタードで開始された。9月23日に両国代表は合意に達した。両国のこのような紛争は、直接的な外交交渉によって決着しえないが、双方の重大な利害に関わるものではなく、ハーグ常設仲裁裁判所に付託されるべきである、というのがその要点である。また、両国の南部国境の両側に約15kmの中立地帯を設定し、そのノルウェー側では8か月以内に要塞が撤去されると定められた。
また、別の条項では、サーミ人（ラップランド人）がどちらかの国に限ってトナカイを放牧する権利、鉄道その他の手段で国境を越えて物資を輸送する権利が認められ、交通を妨げるいかなる輸出入の禁止もなされないこととなった。 
10月2日から10月19日まで、リクスダーグは再び臨時会が召集された。カールスタード会談における合意と、連合法を廃止しノルウェーを独立国として承認する政府の提案がともに承認された。また、スウェーデンの国旗の変更も決定し、連合の標識の部分が空色に置き換わった。
ストーティングはベルナドッテ家の王子をノルウェー王に選出すると打診したが、スウェーデン国王オスカル2世は既に自らと子孫がノルウェー王位を放棄すると宣言していたため、これを辞退した。連合解消問題に対応するためだけに組閣していたルンドベルクは辞職し、カール・スターヴを首班とする自由党内閣が後継となった。